# 3909 Gladys
3909 Gladys eller 1988 JD1 är en asteroid i huvudbältet som upptäcktes den 15 maj 1988 av den amerikanska astronomen Kenneth W. Zeigler vid Anderson Mesa Station. Den är uppkallad efter upptäckarens mor, Gladys Marie Zeigler.
Asteroiden har en diameter på ungefär 10 kilometer och den tillhör asteroidgruppen Eunomia.